# Natasha Choufani
Natasha Choufani es una actriz libanesa. 

## Biografía
Graduada con honores de la Universidad Libanesa Americana (LAU) con una licenciatura en Artes de la Comunicación en 2010. Más tarde, continuó desarrollando sus habilidades en varios talleres de teatro, mientras trabajaba como extra en sets y participaba en cortometrajes independientes.

## Carrera
Después pequeños papeles, consiguió un papel secundario en la exitosa serie de televisión libanesa Khtarab el Hay (Desglose del vecindario) como Dolly, una chica celosa, engreída e incomprendida que se mete en problemas con todo el barrio. Su actuación le valió una nominación a Murex D'or como "Mejor Actriz en ascenso" en 2015 y le abrió las puertas para interpretar otros personajes, como Haneen, una drogadicta con problemas que intenta quitarse la vida cuando se enfrenta a las controversias de su sociedad en la serie panárabe Dawa'er Hob: Circles of Love, y la atormentada Carmen en "Abriaa w Laken", una adaptación árabe de las novelas de Agatha Christie, "Ordeal by Innocence" y "Appointment with the death”. Luego se unió al elenco de la serie de MTV Teen Wolf, donde interpretó a Michelle Shaheed. Participó en varias series en Ramadán a partir de entonces, abriéndose camino en diferentes personajes en cada proyecto.
En una entrevista en la que se le preguntó sobre la industria de las series de televisión libanesa, afirmó que, aunque había un desarrollo y mejora continuos, se destaca la importancia de volver a las raíces de la cultura, literatura e historia libanesas en la televisión local. líneas para elevar la esencia de las series de televisión y cine de producción local, ya que los espectadores tienen la necesidad de ver contenido con el que puedan relacionarse e identificarse.
Entre 2015 y 2016, protagonizó junto al director y actor libanés Georges Khabbaz en su obra "Ma 'el Waqt". . . Yimkin "(Con el tiempo. . . Quizás), donde actuó en el Teatro Chateau Trianon en Beirut. Aproximadamente 100.000 personas asistieron en el transcurso de seis meses.

## Activismo

### Derechos de las mujeres

#### Mesh Basita - La campaña del Proyecto Kip contra el acoso sexual
En el verano de 2017, colaboró con "The Kip Project" y el Ministerio de Asuntos de la Mujer libanés en una campaña nacional llamada "#Mesh_Basita" (se traduce como "No está bien / No soy una tonta") contra el acoso. La campaña recibió mucha cobertura en la prensa, luego de que el video publicitario se viralizara y provocara fuertes reacciones en las redes sociales.

#### CESPAO
El 5 de marzo de 2019, participó del evento de la CESPAO (Comisión Económica y Social para Asia Occidental) para celebrar el Día Internacional de la Mujer como una de las oradoras de la ceremonia. Interpretó su poema "Cuando pierdes tu cuerpo", que describe el ciclo de violencia que atraviesan las víctimas de violación al enfrentar a la sociedad después de sobrevivir a su propia experiencia. Le tomó dos años escribir el poema, ya que recopiló historias de sobrevivientes de agresión sexual y encontró un ciclo similar en sus experiencias.